# Stanisław Zaczyk

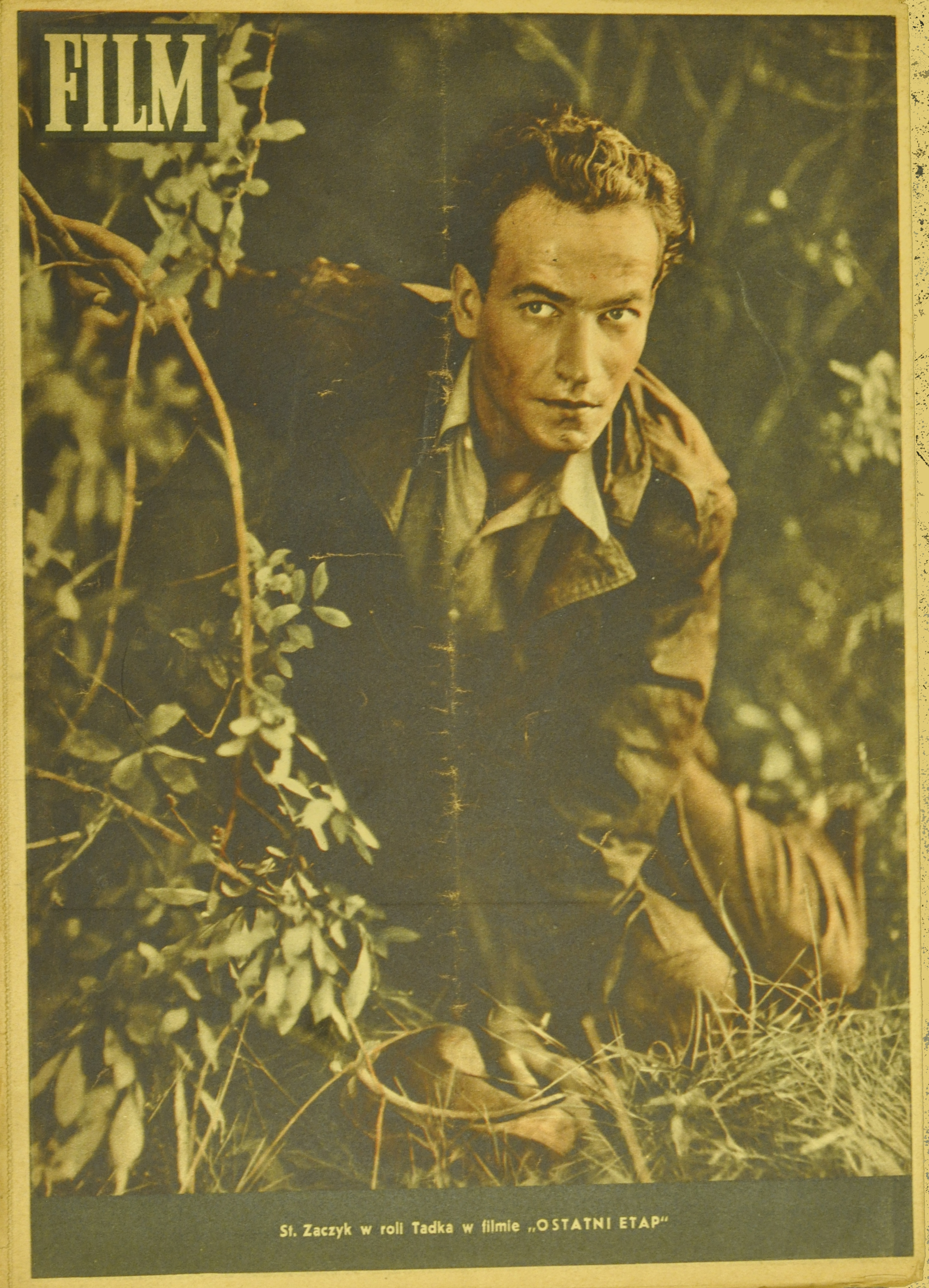
Stanisław Zaczyk (1948)

Stanisław Zaczyk (* 26. September 1923 in Nowy Sącz; † 6. April 1985 in Warschau) war ein polnischer Schauspieler.

## Leben und Wirken
Stanisław Zaczyk wurde im südpolnischen Nowy Sącz (damals noch Neu Sandez) geboren und wuchs auch dort auf. In den letzten Monaten des Zweiten Weltkrieges war er als Soldat an der Ostfront stationiert.
Nach Kriegsende absolvierte Zaczyk eine professionelle Schauspielausbildung in Warschau, wo er fortan wohnte. Von 1945 bis 1981 wirkte er als Schauspieler vor der Kamera in mehr als 30 Film-und-Fernsehproduktionen mit. Er war vereinzelt auch in DEFA-Filmen als Darsteller zu sehen, die in der DDR produziert wurden. Am Theater wirkte er in zahlreichen Theaterstücken, Kabarett-Programmen und in Varieté-Shows mit. Er führte bei zwei Spielfilmen die Regie. Aufgrund einer schweren Erkrankung zog er sich im Jahr 1981 aus dem Rampenlicht zurück.
Stanisław Zaczyk war bis zu seinem Tod mit der aus der Ukraine stammenden Schauspielerin und Model Alicja Bobrowska (* 1936) verheiratet. Die Ehe blieb kinderlos. Er starb am 6. April 1985 im Alter von 61 Jahren. Seine Grabstätte befindet sich auf dem Powązki-Friedhof in Warschau.

## Filmografie (Auswahl)
- 1945: 2+2=4
- 1948: Ostatni etap
- 1960: Rok pierwszy
- 1963: Mansarda
- 1965: Legionäre (Popioły)
- 1970: Der Mörder sitzt im Wembley-Stadion
- 1971: Pygmalion XII
- 1974: Polizeiruf 110: Im Alter von …
- 1975: Zwei Welten im Hotel Pazifik (Zaklęte rewiry)
- 1980: Paciorki jednego różańca